# Patrimonialgericht Schlewipp-Gröna
Das Patrimonialgericht Schlewipp-Gröna war bis 1850 ein Patrimonialgericht im Herzogtum Anhalt-Bernburg mit Sitz in Gröna.

## Geschichte
Schlewipp-Gröna war ein adeliges Dorf und Rittergut, welches im Besitz der Familie Krosigk war, die dort auch Schloss Gröna erbaute. Das Mannlehn-Rittergut Schlewipp-Gröna war ein landtagsfähiges Rittergut und berechtigte zur Teilnahme am Landtag. In diesen adligen Dörfern verfügte der Grundherr über das Recht zur Ausübung der Zivil- und Strafgerichtsbarkeit in erster Instanz. Hierzu musste er einen ausgebildeten Juristen als Gerichtshalter oder „Justitiar“ bestellen. Zweite Instanz war die Landesregierung in Bernburg, die auch die Vereidigung der Gerichtshalters vornahm. Daneben verantwortete der Grundherr das Polizeiwesen. Im Jahre 1830 hatte das adelige Dorf 21 Häuser und 121 Einwohner. Da die Familie Krosigk auch Besitzer des Patrimonialgerichtes Leau war, waren die Justizbeamten in Personalunion für beide Patrimonialgerichte zuständig. Daher wurde auch vom Amt Leau-Gröna oder von Adlige von Krosigk´sche Gerichte zu Schlewipp-Gröna und Leau gesprochen.

## Neuorganisation 1849/50
Mit der Märzrevolution war eine umfassende Verwaltungs- und Justizreform verbunden. Die Trennung der Rechtsprechung von der Verwaltung wurde eingeführt und die Patrimonialgerichte abgeschafft. Die Verwaltungsaufgaben übernahmen die Kreisämter und die Gerichtsfunktionen die Kreisgerichte und Kreisgerichtskommissionen. Für die Justiz entstand so das Kreisgericht Bernburg. Dieses war dem Oberlandesgericht Dessau in zweiter und dem Preußische Obertribunal als letzter Instanz nachgeordnet. Die Verwaltungsaufgaben übernahm das Kreisamt Bernburg. Das Patrimonialgericht Schlewipp-Gröna wurde aufgehoben.